# Club Atlético de Madrid 1984-1985
Questa voce raccoglie le informazioni riguardanti il Club Atlético de Madrid nelle competizioni ufficiali della stagione 1984-1985.

## Stagione
Nella stagione 1984-1985 i Colchoneros, allenati da Luis Aragonés, terminarono il campionato al secondo posto a dieci punti dal Barcellona. In Coppa del Re l'Atlético Madrid vinse il suo sestio titolo battendo in finale l'Athletic Bilbao. In Coppa UEFA i Rojiblancos persero al primo turno contro gli svizzeri del Sion. Alla terza edizione della Coppa della Liga i madrileni vennero sconfitti in finale dai concittadini del Real Madrid.

## Maglie e sponsor
| Manica sinistra · Manica sinistra · Maglietta · Maglietta · Manica destra · Manica destra · Pantaloncini · Calzettoni |

## Rosa
| N. |                   | Ruolo | Calciatore               |
| -- | ----------------- | ----- | ------------------------ |
| -  | Spagna (bandiera) | P     | Ángel Jesús Mejías       |
| -  | Spagna (bandiera) | P     | Carlos Santiago Pereira  |
| -  | Spagna (bandiera) | D     | Balbino                  |
| -  | Spagna (bandiera) | D     | Clemente                 |
| -  | Spagna (bandiera) | D     | Marcelino                |
| -  | Spagna (bandiera) | D     | Tomás Reñones            |
| -  | Spagna (bandiera) | D     | Juan José Rubio          |
| -  | Spagna (bandiera) | D     | Miguel Ángel Ruiz García |
| -  | Spagna (bandiera) | C     | Enrique Morán            |
| -  | Spagna (bandiera) | C     | Juan Carlos Arteche      |

| N. |                      | Ruolo | Calciatore             |
| -- | -------------------- | ----- | ---------------------- |
| -  | Spagna (bandiera)    | C     | Quique Ramos           |
| -  | Germania (bandiera)  | C     | Miroslav Votava        |
| -  | Spagna (bandiera)    | C     | Julio Prieto Martín    |
| -  | Spagna (bandiera)    | C     | Roberto Simón Marina   |
| -  | Argentina (bandiera) | A     | Mario Cabrera          |
| -  | Spagna (bandiera)    | A     | Roberto Simón Marina   |
| -  | Messico (bandiera)   | A     | Hugo Sánchez           |
| -  | Spagna (bandiera)    | A     | Ricardo Ortega Mínguez |
| -  | Spagna (bandiera)    | A     | Juan Carlos Pedraza    |
| -  | Spagna (bandiera)    | A     | Jesús Landáburu        |

## Risultati

### Coppa del Re
| Arbitro: | Ramos Marcos |

|                    |           |                                      |
| Domínguez 19’, 24’ | Marcatori | 7’ Morán 17’ (aut.) Rafa 30’ Cabrera |

| Arbitro: | Ceballos Borrego |

|                                                |           |                                |
| Cabrera 16’, 41’, 51’ Marina 79’ J. Prieto 84’ | Marcatori | 18’ Pinki 75’ (rig.) Domínguez |

| Arbitro: | Pes Pérez |

|  |           |                                      |
|  | Marcatori | 61’ Marina 75’ Sanchez 80’ J. Prieto |

| Arbitro: | Ceballos Borrego |

|             |           |                               |
| Cabrera 42’ | Marcatori | 28’ Tello 63’ (rig.) Zambrano |

| Arbitro: | Valdés Sánchez |

|              |           |             |
| Brizzola 28’ | Marcatori | 16’ Cabrera |

| Arbitro: | Damín Rendón |

|                                                      |           |                       |
| Cabrera 5’, 6’ J. Prieto 41’ Sanchez 59’ (rig.), 85’ | Marcatori | 15’ J. Luis 68’ Traba |

| Arbitro: | Merino González |

|           |           |                       |
| Zurdi 58’ | Marcatori | 2’ Cabrera 69’ Marina |

| Madrid 15 maggio 1985, ore 17:30 CEST Quarti di finale – Ritorno | Atlético Madrid | 0 – 0 referto | Sporting Gijón | Vicente Calderón (20 000 spett.)\| Arbitro: \| Marín López \| |
| Arbitro:                                                         | Marín López     |               |                |                                                               |

| Arbitro: | Miguel Pérez |

|                                    |           |  |
| Quique 25’ Cabrera 34’ Mínguez 87’ | Marcatori |  |

| Arbitro: | García de Loza |

|                                 |           |             |
| Conde 7’ Casajús 82’ Ayneto 77’ | Marcatori | 67’ Sanchez |

| Arbitro: | Miguel Pérez |

|                         |           |             |
| Sanchez 24’ (rig.), 55’ | Marcatori | 75’ Salinas |

### Coppa UEFA
| Arbitro: | Schmidhuber |

|          |           |  |
| Cina 75’ | Marcatori |  |

| Arbitro: | Robinson |

|                                |           |                               |
| Sánchez 15’ (rig.) Pedraza 38’ | Marcatori | 1’ (aut.) Marina 4’, 13’ Cina |

### Coppa della Liga
| Arbitro: | Álvarez Díaz |

|                                              |           |  |
| Arteche 17’ Cabrera 63’ Marina 66’ Rubio 76’ | Marcatori |  |

| Arbitro: | García De Loza |

|  |           |                                                        |
|  | Marcatori | 10’ Arteche 30’ Sánchez 33’ (rig.), 40’ Rubio 59’ Ruiz |

| Arbitro: | Urío Velázquez |

|                            |           |           |
| Rubio 67’ Cabrera 78’, 79’ | Marcatori | 68’ Parra |

| Arbitro: | Crespo Aurre |

|                         |           |            |
| Rincón 29’ Gordillo 47’ | Marcatori | 82’ Marina |

| Arbitro: | Martín Navarrete |

|                                                            |           |                      |
| Sánchez 12’ Rubio 19’ Landáburu 41’ Arteche 52’ Marina 87’ | Marcatori | 22’ (rig.) Lauridsen |

| Arbitro: | Ramos Marcos |

|                              |           |  |
| Job 55’ Lauridsen 72’ (rig.) | Marcatori |  |

| Arbitro: | Urío Velázquez |

|                                   |           |                           |
| Rubio 10’ Arteche 57’ Cabrera 58’ | Marcatori | 50’ Pineda 83’ Santillana |

| Arbitro: | Crespo Aurre |

|                         |           |  |
| Stielike 25’ Míchel 62’ | Marcatori |  |

## Statistiche

### Statistiche di squadra
| Competizione     | Punti | Totale | Totale | Totale | Totale | Totale | Totale | DR  |
| Competizione     | Punti | G      | V      | N      | P      | Gf     | Gs     | DR  |
| ---------------- | ----- | ------ | ------ | ------ | ------ | ------ | ------ | --- |
| Primera División | 43    | 34     | 16     | 11     | 7      | 51     | 28     | +23 |
| Coppa del Re     | -     | 11     | 7      | 2      | 2      | 26     | 14     | +12 |
| Coppa UEFA       | -     | 2      | 0      | 0      | 2      | 2      | 4      | -2  |
| Coppa della Liga | -     | 8      | 5      | 0      | 3      | 21     | 10     | +11 |
| Totale           | 43    | 55     | 28     | 13     | 14     | 100    | 56     | +44 |